# Fläckig kärrhök
Fläckig kärrhök (Circus assimilis) är en fågel i familjen hökar inom ordningen hökfåglar.

## Utseende
Fläckig kärrhök är en långbent, medelstor rovfågel med långa och smala vingar. Adulta fågeln har kastanjebrun undersida med tydliga vita fläckar. Ungfågeln är istället streckad under. Jämfört med australisk kärrhök är den slankare, med längre stjärt och bredare vingar. Denna är också gråare eller mycket mörkare. Honan är upp till 25 % större än hanen.

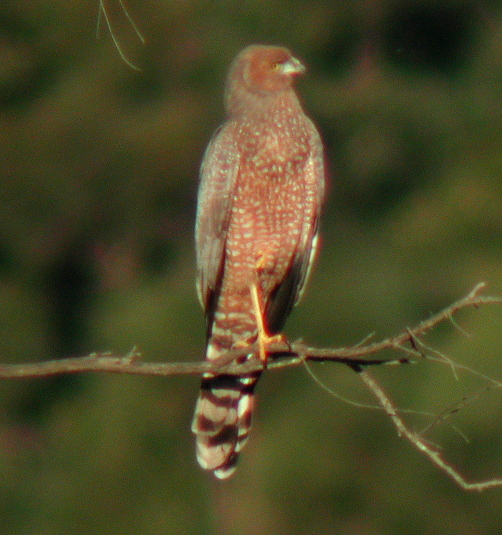

## Utbredning och systematik
Fågelns utbredningsområde omfattar Sulawesi, Sulaöarna, östra Små Sundaöarna och Australien. Den behandlas som monotypisk, det vill säga att den inte delas in i några underarter.

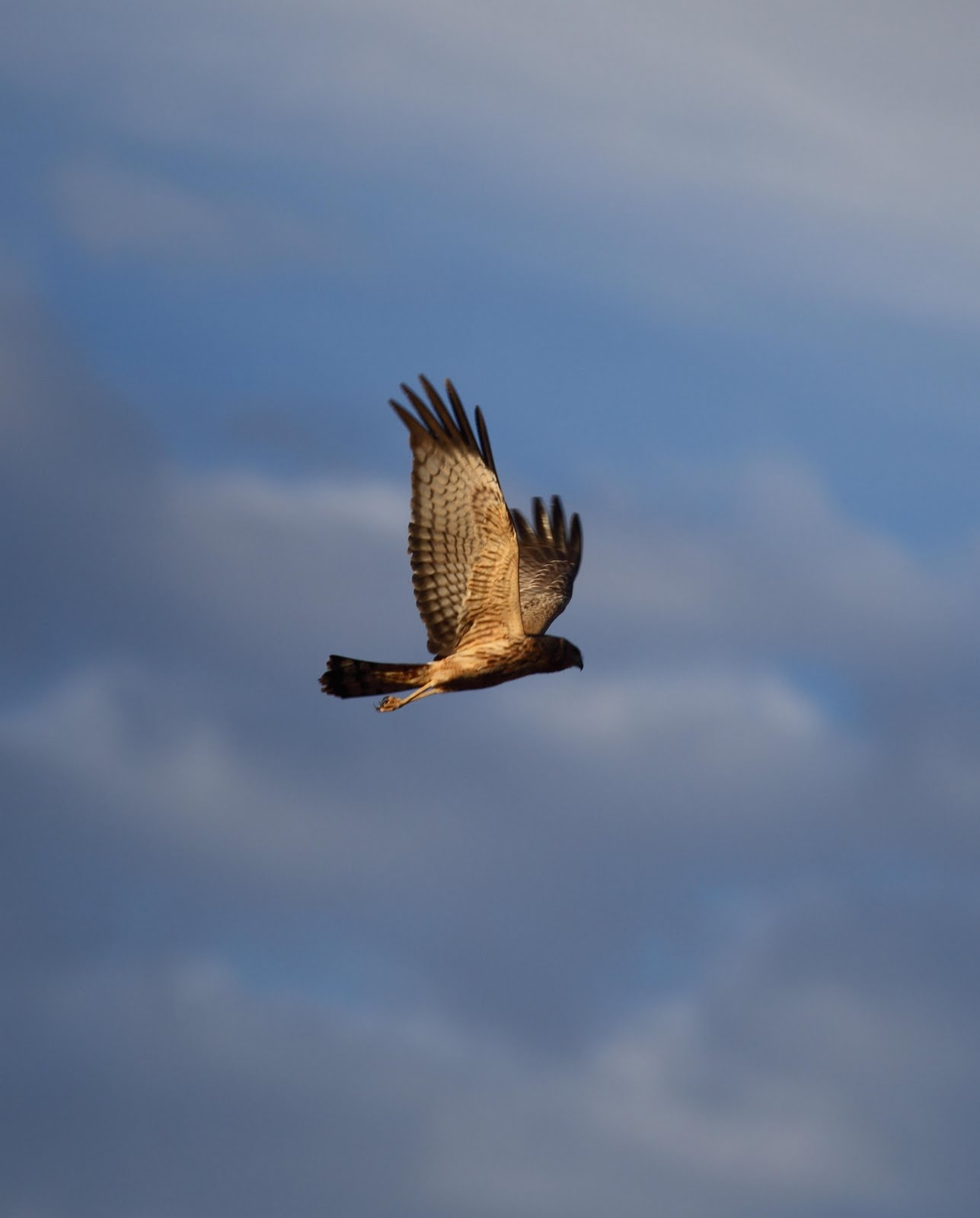

## Levnadssätt
Fläckig kärrhök ses flyga lågt och långsamt över öppna miljöer, i torrare terräng än australisk kärrhök. Den kan ofta påträffas sittande på staketstolpar. Den häckar i skogsplandskap, men undviker våtmarker.

## Status
Arten har ett stort utbredningsområde och beståndet anses stabilt. Internationella naturvårdsunionen IUCN listar den därför som livskraftig (LC).